# Estimata herrichschaefferi
Estimata herrichschaefferi là một loài bướm đêm trong họ Noctuidae.